# Ligyrus pullus
Ligyrus pullus är en skalbaggsart som beskrevs av Heinrich Bernward Prell 1937. Ligyrus pullus ingår i släktet Ligyrus och familjen Dynastidae. Inga underarter finns listade i Catalogue of Life.